# Pidčumal
Pidčumal, česky také Podčumal, ukrajinsky Підчумаль, maďarsky Podcsumály, je část obce Vučkove, v Mižhirské vesnickě komunitě, v okresu Chust, v Zakarpatské oblasti Ukrajiny. V roce 2001 zde žilo 155 obyvatel.